# Grammia hewletti
Grammia hewletti är en fjärilsart som beskrevs av Barnes och Mcdunnough 1918. Grammia hewletti ingår i släktet Grammia och familjen björnspinnare. Inga underarter finns listade i Catalogue of Life.